# Abraxas clara
Abraxas clara är en fjärilsart som beskrevs av Walker 1864. Abraxas clara ingår i släktet Abraxas och familjen mätare. Inga underarter finns listade i Catalogue of Life.